# 挹婁県
挹婁県（ゆうろう-けん）は中華人民共和国遼寧省にかつて存在した県。現在の鉄嶺市鉄嶺県南西部に相当する。
遼代に興州の州治として設置された常安県を前身とする。1189年（大定29年）、金朝により挹婁県と改称された。元代に廃止されている。